# Gonolobus niger
Gonolobus niger är en oleanderväxtart som först beskrevs av Antonio José Cavanilles, och fick sitt nu gällande namn av Robert Brown. Gonolobus niger ingår i släktet Gonolobus och familjen oleanderväxter. Inga underarter finns listade i Catalogue of Life.